# انجره (مراکش)
انجره (به فرانسوی: Anjra) یک شهرک در مراکش است که در استان فحص انجره واقع شده‌است. انجره ۱۵٬۰۳۵ نفر جمعیت دارد.